# Liscia
Liscia ist eine italienische Gemeinde mit 643 Einwohnern in der Provinz Chieti in den Abruzzen. Sie liegt etwa 54 Kilometer südsüdöstlich von Chieti und gehört zur Comunità montana Medio Vastese.

## Verkehr
Durch die Gemeinde führt die Strada Statale 86 Istonia von Forlì del Sannio nach Vasto. 